# پالادیوم تترافلورید
پالادیوم(IV) فلورید که با نام پالادیوم تترافلورید نیز شناخته می‌شود، ترکیبی شیمیایی از پالادیوم و فلوئور با فرمول شیمیایی PdF4 است. اتم‌های پالادیوم در PdF4 در حالت اکسایش +۴ هستند.

## سنتز
پالادیوم تترافلورید از واکنش پالادیوم فلورید (II,IV) با گاز فلوئور در فشارهای حدود ۷ اتمسفر و ۳۰۰ درجه سانتی گراد برای چند روز تهیه می‌شود.

## واکنش پذیری
PdF4 یک عامل اکسنده قوی است و به سرعت در هوای مرطوب هیدرولیز می‌شود. 